# غلامحسین بوربور
غلامحسین بوربور از سیاستمداران ایرانی بود، که در دوره‌  هجدهم بعنوان نماینده ملایر و نهاوند و تویسرکان در مجلس شورای ملی حضور داشت.